# ニライカナイ (MAXの曲)
「ニライカナイ」は、MAXの28枚目のシングルである。2005年7月6日発売。

## 概要
- 本作をもって、デビュー以来10年間在籍していたエイベックスの主レーベルであるavex traxから、同社のレーベルの一つであるヴィジョンファクトリー所属アーティスト専用レーベルSONIC GROOVEへ移籍した。
- 本作より、CCCD仕様のCDではなく通常のCDでの発売となった（レンタル盤のみCCCD仕様）。
- “ニライカナイ”とは、沖縄県や鹿児島県奄美群島の各地に伝わる他界概念のひとつで、理想郷の意味である。
- 表題曲「ニライカナイ」は、リリース・タイミングがちょうどデビュー10周年という節目の年だったこともあり、原点回帰を掲げて制作された。デビュー当時から“MAXの十八番音楽ジャンル”として認知度の高いユーロビートと、メンバーのルーツミュージックとも言える沖縄音楽という、もはやMAXというキーワード以外に共通点が見出せないほどかけ離れている両者を敢えてクロスオーバーさせており、沖縄古来の楽器・三線もフィーチャーされている。また、振りには沖縄の伝統舞踊カチャーシーが取り入れられている。
- 後にCHRISTINE（クリスティーヌ）が英語詞／別タイトルでカバーした「RAIN」がユーロビートのコンピレーション・アルバム『SUPER EUROBEAT VOL.168』に収録されている。
- カップリング曲「Someday」は、NUAGE「SUNDAY」のカバー。
- 表題曲「ニライカナイ」及びカップリング曲「Someday」は、4枚目のアルバム『EMOTIONAL HISTORY』収録楽曲である「mum」以来、約4年3ヶ月ぶりにメンバーによる作詞（日本語詞）。
- 本作のカップリングとして収録された「TORA TORA TORA 2005」は、デビュー10周年を記念して制作された3枚目のシングル「TORA TORA TORA」のセルフカバー。オリジナルに比べ、よりハードなリアレンジがなされ、当時脱退していたMinaの声素材は活用せず、全てのボーカルを新たにレコーディングし直している[注釈 1]。

## 収録曲
1. ニライカナイ
日本語詞：MAX / 作詞・作曲：S.Castagna - C.Codenotti - E.Somenzi / 編曲：Stefano Castagna & Ace
Orion「SOUTHERN STAR」CMソング
2. Someday
日本語詞：MAX / 作詞・作曲：G.Pasquini - F.Rizzolo - S.Oliva / 編曲：Dave Rodgers & Sandro Oliva
3. TORA TORA TORA 2005
日本語詞：鈴木計見 / 作詞・作曲：Tiger Boys / 編曲：Stefano Castagna & Ace
4. ニライカナイ (Instrumental)
5. Someday (Instrumental)
6. TORA TORA TORA 2005 (Instrumental)